# Dan Costa
Dan Costa (Londres, 7 de abril de 1989) é um pianista, compositor e produtor. Gravou com artistas como Randy Brecker, Ivan Lins, Seamus Blake, Leila Pinheiro, Jaques Morelenbaum e Roberto Menescal.

## Biografia
Dan Costa nasceu em 1989 na Inglaterra, filho de pai português e mãe italiana. Formado em piano erudito na Académie de Musiquer Rainier III e diplomado com mérito pelo Liverpool Institute for Perfoming Arts de Sir Paul McCartney, Dan completou seus estudos em piano jazz na Escola Superior de Música e Artes do Espetáculo em Portugal com um prémio de mérito concedido pelo Rotary Club. Uma bolsa lhe permitiu estagiar na UNICAMP, no Brasil.
Grava o primeiro álbum Suite Três Rios em 2016 no Rio de Janeiro, Brasil, com Jaques Morelenbaum, Leila Pinheiro, Ricardo Silveira, Teco Cardoso, Marcos Suzano e outros músicos convidados. Foi dos discos mais vendidos no iTunes em Portugal e permaneceu várias semanas no Top 10 no Roots Music Report nos EUA. Foi considerado um dos melhores álbuns de 2016 pela revista americana Down Beat.
Em 2018, grava "Skyness" no estúdio Arte Suono, na Itália, do qual participam Roberto Menescal, Romero Lubambo, Teco Cardoso, Custodio Castelo, Seamus Blake e Jorge Helder, lançado no Blue Note Rio.
Em 2020, grava o single "Love Dance" com Ivan Lins. Também lança seu terceiro trabalho, "Live in California", o primeiro de piano solo e gravado ao vivo. Foi elogiado pela revista Jazziz
Em 2022, lança "Iremia" com Randy Brecker

## Discografia
2016 - Suite Três Rios
2018 - Skyness

2020 - Live in California